# Malta en los Juegos Olímpicos de Atenas 2004
Malta estuvo representada en los Juegos Olímpicos de Atenas 2004 por siete deportistas, cuatro hombres y tres mujeres, que compitieron en cinco deportes.
El portador de la bandera en la ceremonia de apertura fue el tirador William Chetcuti. El equipo olímpico maltés no obtuvo ninguna medalla en estos Juegos.